# Једарне поре
Комплекс једарне/нуклеусне поре представља сложено структуриране отворе (поре) на једарном овоју. Ови отвори чине дисконтинуитете у овоју и служе комуникацији нуклеоплазме и цитоплазме.
Комплекс једарне поре је изграђен од 8 радијално постављених група од по 3 протеина (један, спољашњи, протеин у нивоу спољашње мембране овоја, један средишњи између мембрана, један у нивоу унутрашње мембране овоја) који окружују отвор поре. Протеини који изграђују комплекс нуклеусне поре припадају великој протеинској породици нуклеопорина. Од протеина средишњег прстена ка средишту поре се пружају шиљци. У самом средишту комплекса налази се централна гранула, чије позиционирање помажу шиљци.
Протеини цитоплазматичног домена (спољашњег прстена) су повезани са актинским цитоскелетним елементима. Протеини једарног домена (унутрашњег прстена) су додатно укотвљени протеинима нуклеусне ламине.
Ова структура врши селективан транспорт великих молекула (подјединице рибозома, РНК, ензиме који учествују у репликацији и транскрипцији идр.) и то механизмом активног транспорта. При активном транспорту се ти макромолекули везују за неки протеин са ивице поре и он их транспортује тако што шири саму пору. Тако се могу видети поре које су затворене централном гранулом за коју се претпоставља да је нови рибозом или нека други макромолекул затечен у пролазу кроз пору.